# ألبرت غولدستاين
ألبرت غولدستاين (بالكرواتية: Albert Goldstein)‏ هو لغوي ومترجم وكاتب وشاعر كرواتي، ولد في 31 يناير 1943 في زغرب في كرواتيا، وتوفي في 18 مايو 2007.